# Prostorová dezorientace
Prostorová dezorientace (angl. spatial disorientation) je neschopnost přesně určit vlastní polohu a pohyb vzhledem k prostředí.
V letectví jde o termín, kterým se označuje neschopnost správně interpretovat polohu letadla, nadmořskou výšku nebo rychlost letu ve vztahu k Zemi nebo referenčnímu bodu. Jde o stav, kdy vnímání směru pilota letadla nesouhlasí se skutečností. I když tento stav může být způsoben poruchou vestibulárního aparátu, nejčastěji jde o přechodný stav vyplývající ze špatného počasí při letu s nízkou nebo žádnou viditelností.
Termín se užívá i v obecném smyslu nebo v hloubkovém potápění.